# Enlevez-moi, Monsieur !
Cet article concerne le film. Pour le phénomène de fugue amoureuse, voir Elopement.
Pour plus de détails, voir Fiche technique et Distribution.
Enlevez-moi, Monsieur ! (Elopement) est un  film américain en noir et blanc réalisé par Henry Koster, sorti en 1951.

## Synopsis
Tout juste diplômée du lycée, Jacqueline doit aller à l'université pour suivre les traces de son industriel de père. À la soirée de remise des diplômes, elle tombe amoureuse de son professeur de psychologie, Matt. Ils décident de s'enfuir pour se marier.

## Fiche technique
- Titre français : Enlevez-moi, Monsieur !
- Titre original : Elopement
- Réalisation : Henry Koster
- Scénario : Bess Taffel
- Producteur : Fred Kohlmar
- Société de distribution : Twentieth Century Fox
- Musique : Cyril Mockridge, Alfred Newman (non crédité)
- Photographie : Joseph LaShelle
- Montage : William B. Murphy
- Pays d'origine : États-Unis
- Genre : Comédie romantique
- Format : Noir et blanc - Aspect Ratio: 1.37:1 - Son : Mono (Western Electric Recording)
- Durée : 82 minutes
- Dates de sortie : 
  - États-Unis : 13 novembre 1951
    - France : 2 avril 1952

## Distribution
- Clifton Webb : Howard Osborne
- Anne Francis : Jacqueline « Jake » Osborne
- Charles Bickford : Tom Reagan
- William Lundigan : Matt Reagan
- Reginald Gardiner : Roger Evans
- Evelyn Varden : Millie Reagan
- Margalo Gillmore : Claire Osborne
- Tommy Rettig : Daniel Reagan

## Source
- Enlevez-moi, Monsieur ! et l’affiche française du film sur EncycloCiné